# Guillaume Tempier
Guillaume Tempier (ou Guillaume III) est évêque de Poitiers au XIIe siècle, vénéré comme saint par l'Église catholique et fêté localement dans le diocèse le 29 mars, avec sa propre fête personnelle contrairement à la plupart des autres évêques canonisés, qui sont fêtés conjointement le 20 janvier. 
On a peu d'informations sur sa vie. On sait qu'il entre en religion dans la congrégation de Saint-Augustin au prieuré de Saint-Hilaire-de-la-Celle, dont il devient prieur. Réputé pour ses mœurs intègres et sa grande piété, il est élu évêque en 1184 à l'unanimité du clergé et du peuple à la mort de son prédécesseur Jean aux Belles Mains.
Il défend les droits du clergé face aux seigneurs séculiers, ce qui lui vaut apparemment des persécutions dont on n'a pas le détail. Il s'applique également à raviver la foi des fidèles. Sa mort est suivie de miracles. Il est inhumé en l'église Saint-Cyprien.